# Amniataba affinis
Amniataba affinis är en fiskart som först beskrevs av Gerlof Fokko Mees och Kailola, 1977.  Amniataba affinis ingår i släktet Amniataba och familjen Terapontidae. Inga underarter finns listade i Catalogue of Life.